# Dead Sara
Dead Sara is een Amerikaanse rockband uit Los Angeles, bestaande uit Emily Armstrong, Siouxsie Medley en Sean Friday

## Geschiedenis

### Beginjaren (2002 - 2010)
Emily Armstrong en Siouxsie Medley begonnen hun carrières als gitaristen en singer-songwriters. Ze ontmoetten elkaar in 2002 en begonnen in 2003 samen muziek te schrijven. In 2004 namen ze hun eerste nummer, Changes, op in de studio. Hun eerste liveoptreden vond echter pas plaats in 2015.
In 2005 adopteerden ze de naam Dead Sara, een verwijzing naar het nummer Sara van Fleetwood Mac. In 2007 ging Dead Sara op hun eerste toer en brachten ze hun debuut-EP, The Airport Sessions, uit met zes nummers. Na verschillende drummers uitgeprobeerd te hebben, werd Sean Friday in 2009 de vaste drummer van de band. In 2010 richtte de band hun eigen platenlabel op, genaamd Pocket Kid Records.

### Debuutalbum
In april 2012 bracht Dead Sara hun gelijknamige debuutalbum uit, wat hen verschillende prijzen en erkenning opleverde in de Verenigde Staten. Hun single Weatherman werd goed ontvangen door zowel critici als fans en werd veelvuldig gedraaid op rockradiostations. Dit nummer bracht de band ook onder de aandacht van grotere festivals en optredens, waaronder de Vans Warped Tour.

### Verdere succes (2013 - 2016)
Na het succes van hun debuutalbum werd Dead Sara uitgenodigd om te toeren met gerenommeerde artiesten zoals Muse, The Offspring en Bush. In 2015 brachten ze hun tweede studioalbum Pleasure To Meet You uit. Dit album werd uitgebracht onder hun eigen label, Pocket Kid Records, en toonde een bredere muzikale variëteit, waarbij ze invloeden uit blues en alternatieve rock vermengden. 

### Laatste jaren (2017 - heden)
In de daaropvolgende jaren bleef de band toeren en werken aan nieuw materiaal. In 2021 bracht Dead Sara hun derde album, Ain't It Tragic, uit.